# Premio Nacional de Dibujo y Grabado de Venezuela
El Premio Nacional de Dibujo y Grabado de Venezuela fue un galardón anual entregado a diversos artistas plásticos de ese país, específicamente en el campo del dibujo, grabado y trazado pictórico. Fue uno de los Premios Nacionales de Cultura, junto con el Premio Nacional de Pintura y el Premio Nacional de Artes Aplicadas. Su galardón se entregó de manera anual desde 1959 hasta 1969.

## Galardonados
| Año  | Artista              |
| ---- | -------------------- |
| 1959 | Ivan Petrovsky       |
| 1960 | Régulo Pérez         |
| 1961 | Jacobo Borges        |
| 1962 | Ángel Luque          |
| 1963 | Luisa Palacios       |
| 1964 | Marietta Berman      |
| 1965 | Luis Chacón          |
| 1966 | Antonio Moya         |
| 1967 | Luisa Richter        |
| 1968 | Gego                 |
| 1968 | Elisa Elvira Zuloaga |
| 1969 | Luis Guevara Moreno  |